# Речицкий район
Ре́чицкий райо́н (бел. Рэчыцкі раён) — административная единица в Гомельской области Республики Беларусь. Административный центр — город Речица.
Численность населения — 93 639 человек (на 1 января 2025 года).

## Физико-географическая характеристика

### Географическое положение
Речицкий район расположен в центральной и юго-восточной части Гомельской области. Площадь района составляет 2 713,95 км² (5-е место). Почти половина района занята лесом — 46,2 %.
Район граничит с Жлобинским, Буда-Кошелёвским, Гомельским, Лоевским, Хойникским, Калинковичским и Светлогорским районами Гомельской области.

### Рельеф и геологическое строение
Район расположен на территории Речицкой аллювиальной, Василевичской водно-ледниковой и озерно-аллювиальной низин.
В тектоническом отношении территория Речицкого района расположена в основном в Припятском прогибе и приурочена к его северной части — Березинской зоне.
Недалеко от д. Комсомольск находится высшая точка района — 161 м.
Активные новейшие движения земной коры положительного знака благоприятно сказались на формировании месторождений нефти.

### Климат
Современный климат Речицкого района характеризуется как переходный от морского к континентальному, то есть умеренно-континентальный. В его формировании большую роль играет не только географическое расположение области в умеренных широтах, но и атмосферная циркуляция, активность которой в летние месяцы уменьшается, а влияние солнечной радиации увеличивается.
Зимой область чаще всего находится под влиянием северно-западных циклонов, что обуславливает вынос теплых масс воздуха с Атлантического океана. Весной увеличивается повторяемость юго-западных и южных циклонов, с которыми связан мощный вынос теплых масс со Средиземного моря, являясь первым признаком начала весны. Летом повышается повторяемость черноморских стационарных циклов, с которыми связаны интенсивные и продолжительные дожди. Осенью наиболее часто повторяются северо-западные и западные циклоны.
Средняя температура января −6.6 °C, июля +18.4 °C. За год выпадает 655 мм осадков.

### Почвы
На территории Речицкого района выделено 10 типов почв, объединяющих 85 почвенных разновидностей. Наибольшее распространение имеют дерново-подзолистые заболоченные почвы — 31,9 %, дерново-подзолистые почвы составляют 24,5 %, дерновые заболоченные — 18,1 %, торфяно-болотные низинные — 10,6 %, пойменные — 7,8 %, деградированные — 5,5 %, пойменные торфяно-болотные — 1,3 %, нарушенные — 0,2 % от общей площади сельскохозяйственных земель.
Около 44 % сельскохозяйственных земель в районе расположено на осушенных территориях.

### Водные ресурсы
Гидрографическая сеть Речицкого района представлена реками, ручьями, озерами и осушительными гидромелиоративными каналами. Наиболее значительными реками являются р. Днепр с притоками р. Ведрич и р. Сведь. Территория Речицкого района полностью относится к водосбору р. Днепр — одной из наиболее крупных рек Беларуси.
Реки
- река Днепр
- река Березина
- река Ведрич
- река Сведь
- река Катынь

В Речицком районе расположено много небольших озер: Белый Берег (0,23 км²), Великое (0,4 км²), Ветвь (0,2 км²), Гадынь (0,48 км²), Ляхово (0,22 км²), Святое (0,145 км²), Святое (0,12 км²), Хотемля (0,4 км²), Долгое (0,18 км²), Кривой Гиров (0,26 км²), Буснежье, Дегтярёво. Все они в основном пойменные. Озера служат местом отдыха многим горожанам и жителям сельской местности.

### Охрана природы
На территории района расположены следующие особо охраняемые природные территории:
- Республиканский ландшафтный заказник «Смычок»
- Гидрологический заказник местного значения «Закрошинский Мох»
- Памятник природы республиканского значения «Дубрава»

а также памятники природы местного значения.

## Административное устройство
Район включает 188 населённых пунктов, в том числе:
- города Василевичи и Речица
- городской посёлок Заречье

В районе 1 городской Совет — Василевичский, 1 поселковый Совет — Заречский и 17 сельских Советов :
- Бабичский (10 029,37 га[8])
- Белоболотский (13 498,6159 га[9])
- Борщевский (25 641,0413 га[9])
- Вышемирский (11 100,1851 га[9])
- Глыбовский (19 122,1086 га[9])
- Жмуровский (6 624,2214 га[9])
- Заспенский (15 304,8213 га[9])
- Заходовский (19625,05 га[8])
- Защебьевский (29136,5000 га[8])
- Комсомольский (18 272,5657 га[9])
- Короватичский (22999,42 га[8])
- Лисковский (8673,30 га[8])
- Озёрщинский (4 794,3767 га[9])
- Пересвятовский (5 890,2686 га[9])
- Ровенскослободский (12 895,8380 га[9])
- Солтановский (18016,28 га[8])
- Холмечский (14 432,6601 га[9])

Упразднённые сельсоветы:
- Артуковский
- Капоровский
- Новобарсукский (12 270,5502 га[9])
- Свиридовичский

## История
Район образован 8 декабря 1926 года, первоначально входил в состав Речицкого округа. С 9 июня 1927 года по 26 июля 1930 года в Гомельском округе. С 26.07.1930 до 20.02.1938 находился в прямом подчинении БССР. С 20 февраля 1938 года в Гомельской области.
Территория района неоднократно менялась. 4 августа 1927 года район укрупнён за счёт частей упразднённых Василевичского, Горвальского, Дятловичского, Уваровичского и Холмечского районов. 5 февраля 1931 года к Речицкому району присоединён один сельсовет Мозырского района, 10 февраля — один сельсовет Гомельского района. В 1931 году район занимал 2816 км.кв и состоял из 35 сельсоветов. 5 апреля 1935 года два сельсовета были переданы Хойникскому району, по одному сельсовету — Мозырскому и Паричскому районам. 20 февраля 1938 года был повторно образован Василевичский район, которому передано 9 сельсоветов из состава Речицкого района: Бабичский, Василевичский, Дубровский, Золотушский, Короватичский, Какуевский, Лисковский, Сведский, Узножский.
В 1939 г. Пересвятовский сельсовет переименован в Будёновский, в 1945 г. сельсовету возвращено прежнее название.
По данным 1938, 1941 и 1947 годов район занимал 1500 км.кв и состоял из 21 сельсовета: Артуковский, Безуевский, Борщовский, Володарский, Вышемирский, Горвальский, Демеховский, Жмуровский, Заспенский, Капоровский, Комсомольский, Копаньский, Новобарсуковский, Озерщенский, Пересвятский, Подолесский, Ровенско-Слободской, Свиридовичский, Семеновский, Холмечский, Чернянский.
24 февраля 1951 года к Речицкому району присоединён Сведский сельсовет Василевичского района.
16.07.1954 ликвидированы Безуевский, Володарский, Семёновский сельсоветы; присоединен Малодушский сельсовет Хойникского р-на.
02.04.1959 ликвидированы Горвальский, Копанский, Сведский и Холмечский сельсоветы.
На основании Указа Президиума Верховного Совета БССР «Об упразднении Василевичского района Гомельской области» от 16 сентября 1959 года присоединены г.п. Василевичи, Бабичский, Василевичский (за исключением д. Новинки, переданной Калинковичскому р-ну), Дубровский, Первомайский сельсоветы ликвидированного Василевичского р-на.
6 октября 1960 года к Речицкому району был присоединён Борховский сельсовет Уваровичского района. 
29.11.1962 Первомайский сельсовет переименован в Короватичский.
На основании Указа Президиума Верховного Совета БССР «Об укрупнении сельских районов Белорусской ССР» от 25 декабря 1962 года присоединена территория ликвидированного Лоевского р-на, за исключением Ручаёвского сельсовета и населенных пунктов Глушец, Лески, Майск, Новая Лутава, Севки и Старая Лутава Деражичского сельсовета, переданных Брагинскому р-ну..
30.07.1963 Борщёвский сельсовет переименован в Новоборщёвский.
15.01.1964 Руднемаримоновский и Шарпиловский сельсоветы переданы Гомельскому р-ну.
29.01.1964 вновь образован Лисковский сельсовет; ликвидирован Хатковский сельсовет.
25.03.1965 Деражичский сельсовет переименован в Бывальковский.
19.11.1971 г.п. Василевичи преобразован в город.
06.10.1983 Чернянский сельсовет переименован в Белоболотский.
В связи с аварией на Чернобыльской АЭС, радиоактивным загрязнением территории и эвакуацией населения 26.03.1987 ликвидированы Борховский и Малодушский сельсоветы.
28.02.1992 вновь образован Холмечский сельсовет.
02.03.1995 образованы г.п. Заречье и Заречский поссовет.
В соответствии с Указом Президента Республики Беларусь от 4 января 2002 года № 6 Речицкий район и город Речица объединены в одну административно-территориальную единицу — Речицкий район с административным центром город Речица.
26.09.2006 упразднены Артуковский, Капоровский и Свиридовичский сельсоветы; Дубровский сельсовет переименован в Заходовский; вновь образован Защёбьевский сельсовет.
19.06.2008 Демеховский сельсовет переименован в Солтановский.
12.11.2013 ликвидирован Новобарсукский сельсовет.
На 01.01.2020 р-н с центром в г. Речица включал Василевичский горсовет, Заречский поссовет и 17 сельсоветов: Бабичский, Белоболотский, Борщёвский, Вышемирский, Глыбовский, Жмуровский, Заспенский, Заходовский, Защёбьевский, Комсомольский, Короватичский, Лисковский, Озерщинский, Пересвятовский, Ровенскослободский, Солтановский, Холмечский.

## Геральдика
Герб и флаг учреждены Указом Президента Республики Беларусь от 20 октября 2005 года № 490 и зарегистрированы в Государственном геральдическом регистре Республики Беларусь 1 ноября 2005 года № Б-45 и Б-46.
Положения о гербе и флаге утверждены решением Речицкого районного Совета депутатов от 6 сентября 2002 года № 119.

## Демография
Численность населения — 93 639 человек (на 1 января 2025 года), в том числе городское — 69 860 человек (Речица — 64 733 человек, Василевичи — 3 143 человек, Заречье — 1 984 человек), сельское — 23 779 человек.
- Городское население
- Сельское население

- 1930 год — 109 804 тыс. человек, из них городского населения - 20874 чел., сельского - 88930 чел.[12]
- 1934 год — 114 800 тыс. человек, из них городского населения - 21500 чел., сельского - 93300 чел.[21]
- 1939 год — 89 317 тыс. человек, из них городского населения - 29796 чел., сельского - 59521 чел[22]
- 1959 год — 105893 тыс. человек, из них городского населения - 40924 чел., сельского - 64969 чел[23]
- 1970 год — 122 243 тыс. человек, из них городского населения - 55304 чел., сельского - 66939 чел[24]
- 1979 год — 123654 тыс. человек, из них городского населения  - 66487 чел., сельского - 57167 чел[25]
- 1989 год — 123078 тыс. человек, из них городского населения - 74799 чел., сельского - 48279 чел.[26]
- 2010 — В Речицком районе проживают 104 тысячи 781 человек, из них 47 тысяч 975 мужчин и 56 тысяч 806 женщин. Горожан — 71 тысяча 101 человек, сельчан — 33 тысячи 680. Белорусами себя назвали 93 тысячи 564 человека (89,3 %). По 0,1 % жителей причисляют себя к евреям, полякам, армянам, молдаванам, татарам. В районе зарегистрирован один туркмен и два осетина[27].
- на 1 января 2012 года — 102410 тыс. человек, из них городского населения - 71126 чел., сельского - 31284 чел[28]
- на 1 января 2013 года — 101570 тыс. человек, из них городского населения - 71221 чел., сельского - 30349 чел.[29]
- на 1 января 2014 года — 100575 тыс. человек, из них городского населения - 71195 чел., сельского - 29380 чел.[30]
- на 1 января 2015 года — 99 856 тыс. человек, из них городского населения - 71354 чел., сельского - 28502 чел.[31]
- на 1 января 2016 года — 99 242 тыс. человек, из них городского населения - 71767 чел., сельского - 27457 чел.[32]
- на 1 января 2017 года — 98 463 тыс. человек, из них городского населения - 71584 чел., сельского - 26879 чел.[33]
- на 1 января 2018 года — 97 979 тыс. человек, из них городского населения - 71506 чел., сельского - 26473 чел.[34]
- на 1 января 2019 года — 97188 тыс. человек, из них городского населения - 71397 чел., сельского - 25791 чел [35]
- на 1 января 2023 года — 95 526 тыс. человек[36], городское 70 740 человек (Речица — 65 423 человек, Василевичи — 3 285 человек, Заречье — 2 032 человек), сельское — 24 786 человек[36].
- на 1 января 2024 года — 94 749[37], (Речица — 65 231 человек, Василевичи — 3 229 человек, Заречье — 2 015 человек)[37].
- на 1 января 2025 года — ▼ 93 639 человек[5], в том числе городское — 69 860 человек (Речица — 64 733 человек, Василевичи — 3 143 человек, Заречье — 1 984 человек), сельское — 23 779 человек[5].

На 1 января 2018 года 19,2% населения района были в возрасте моложе трудоспособного, 54% — в трудоспособном возрасте, 26,8% — в возрасте старше трудоспособного. Средние показатели по Гомельской области — 18,3%, 56,6% и 25,1% соответственно.
Коэффициент рождаемости в районе в 2017 году составил 11,5 на 1000 человек, коэффициент смертности — 15,7. Всего в 2017 году в районе родилось 1125 и умерло 1543 человека. Средние показатели рождаемости и смертности по Гомельской области — 11,3 и 13 соответственно, по Республике Беларусь — 10,8 и 12,6 соответственно.
Сальдо миграции отрицательное (в 2017 году из района уехало на 66 человек больше, чем приехало, в 2016 году — на 569 человек).
В 2017 году в районе было заключено 697 браков (7,1 на 1000 человек) и 332 развода (3,4 на 1000 человек). Средние показатели по Гомельской области — 6,9 браков и 3,2 развода на 1000 человек, по Республике Беларусь — 7 и 3,4 соответственно.

## Экономика
За 2009 год промышленными предприятиями района произведено продукции на сумму 407,7 миллиардов белорусских рублей.
В районе осуществляется добыча нефти.

### Сельское хозяйство
В 2017 году в сельскохозяйственных организациях под зерновые и зернобобовые культуры было засеяно 31 865 га пахотных земель, под кормовые культуры — 40 557 га, под лён — 500 га. По площади земель, занятых зерновыми культурами, район занимает четвёртое место в Гомельской области, по площади земель под кормовыми культурами — второе место в области и третье в Республике Беларусь (после Калинковичского и Пинского районов). В 2016 году было собрано 108,2 тыс. т зерновых и зернобобовых, в 2017 году — 115,5 тыс. т (урожайность — 39,3 ц/га в 2016 году и 36,2 ц/га в 2017 году). Средняя урожайность зерновых в Гомельской области в 2016—2017 годах — 30,1 и 28 ц/га, в Республике Беларусь — 31,6 и 33,3 ц/га. По валовому сбору зерновых район занимает второе место в Гомельской области, незначительно уступая Буда-Кошелёвскому району (116,2 тыс. т в 2017 году), по средней урожайности — первое. В районе также было собрано 375 т льноволокна.
На 1 января 2018 года в сельскохозяйственных организациях района (без учёта личных хозяйств населения и фермеров) содержалось 60,8 тыс. голов крупного рогатого скота, в том числе 18,5 тыс. коров, а также 49,6 тыс. свиней. По поголовью крупного рогатого скота и коров район занимает первое место в Гомельской области, по поголовью свиней — третье. В 2017 году было произведено 13,4 тыс. т мяса в живом весе и 96,8 тыс. т молока при среднем удое 5264 кг (средний удой с коровы по сельскохозяйственным организациям Гомельской области — 4947 кг в 2017 году). По производству молока район занимает первое место в Гомельской области.

## Транспорт
Через район проходят железная дорога и шоссе Гомель — Калинковичи, а также автомобильные дороги на Лоев, Хойники, Бобруйск, Жлобин. По Днепру и Березине осуществляется судоходство.
По территории района проходят следующие автомобильные дороги:
- М10 Граница Российской Федерации (Селище) — Гомель — Кобрин
- Р32 Речица — Лоев
- Р33 Речица — Хойники
- Р82 Октябрьский — Паричи — Речица; подъезд к г. Светлогорску

## Здравоохранение
В 2017 году в учреждениях Министерства здравоохранения Республики Беларусь насчитывалось 267 практикующих врачей (27,3 в пересчёте на 10 тысяч человек; средний показатель по Гомельской области — 39,3, по Республике Беларусь — 40,5) и 1015 средних медицинских работников. Число больничных коек в лечебных учреждениях района — 694 (в пересчёте на 10 тысяч человек — 70,8; средний показатель по Гомельской области — 86,4, по Республике Беларусь — 80,2).

## Образование
В 2017 году в районе действовало 49 учреждений дошкольного образования (включая комплексы «детский сад — школа») с 4,8 тыс. детей. В 2017/2018 учебном году действовало 41 учреждение общего среднего образования, в которых обучалось 11,5 тыс. учеников. Учебный процесс в школах обеспечивали 1246 учителей, на одного учителя в среднем приходилось 9,3 учеников (среднее значение по Гомельской области — 8,6, по Республике Беларусь — 8,7).

## Культура
- Учреждение культуры «Речицкий краеведческий музей»[49] — второй по числу собранных предметов и шестой по численности посетителей в Гомельской области (33,9 тыс. предметов, 24,5 тыс. посетителей)[50]. Находится в живописном месте в центре города, неподалёку от исторического городища и памятников архитектуры конца XIX — начала XX века. История Речицкого краеведческого музея насчитывает более полувека. Все эти годы он проводит научно-исследовательские работы и активно участвует в общегородских культурно-просветительных мероприятиях. В его фондах хранится около 40 тысяч экспонатов-памятников истории и культуры. 1 сентября 2006 года для посетителей открыты отделы «Этнография», состоящий из трёх залов: «Народные промыслы и ремёсла», «Хата белорусского крестьянина», «Ткачество» и отдел «Речица на рубеже XIX—XX веков», открыт зал, посвящённый Великой Отечественной войне.
  - Картинная галерея имени Александра Исачёва[51] в г. Речица.
  - Ровенскослободский историко-мемориальный музей «Память» в аг. Ровенская Слобода.

## Достопримечательности

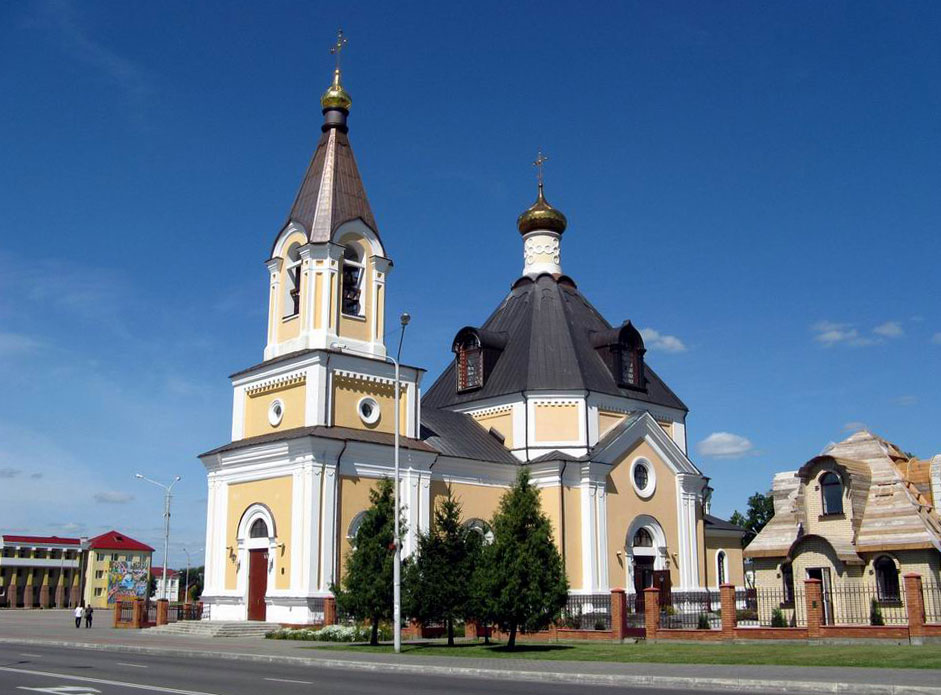
Свято-Успенский собор в г. Речица

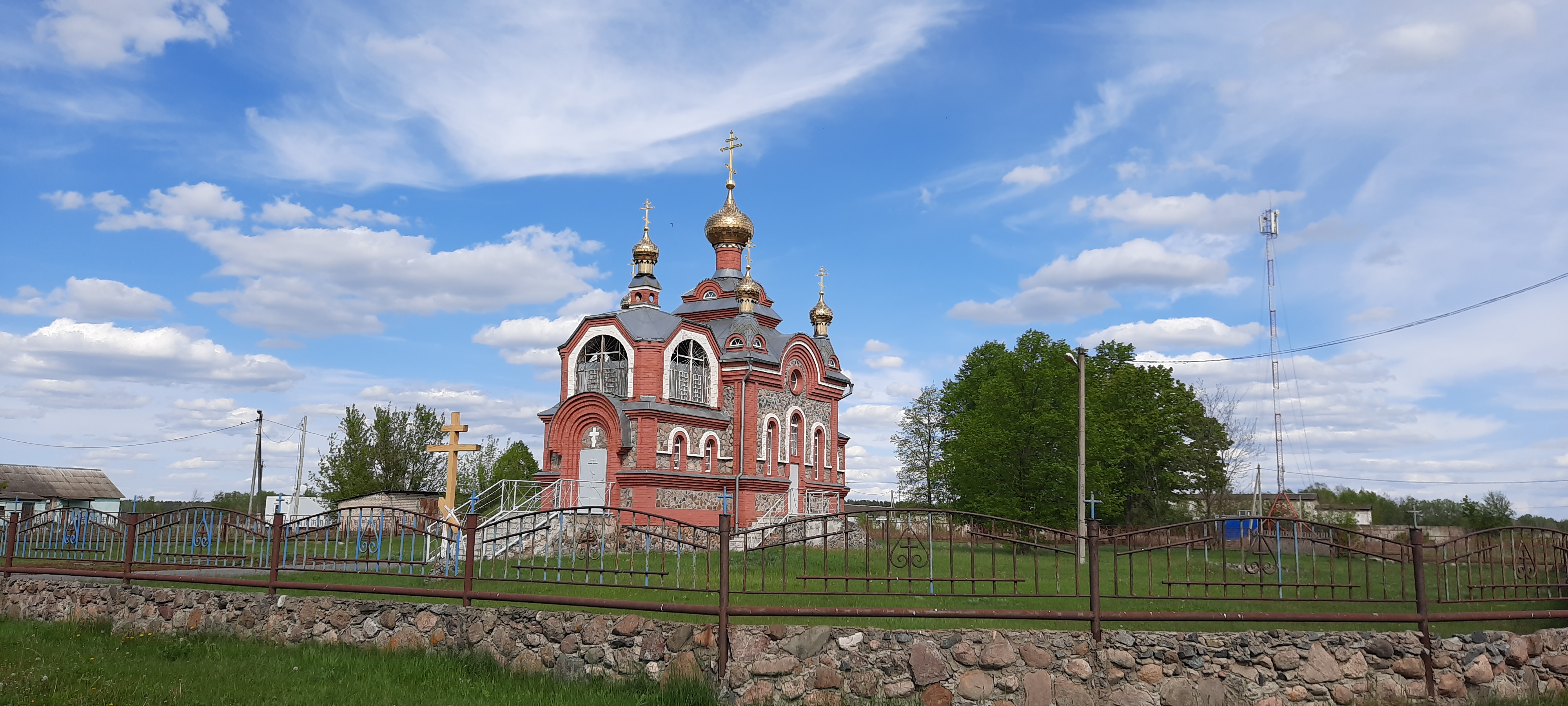
Храм царственных мучеников и новомучеников российских в аг. Заходы

В Речице сосредоточено множество памятников: архитектурных, исторических, скульптурных, археологических. Среди них Городище древнего города, здание бывшей почтово-телеграфной конторы.
Достопримечательности Речицкого района:
- Природные
  - река Днепр
  - река Ведрич
- Архитектурные 
  - Часовня Святой Евфросинии Полоцкой
  - Свято-Успенский собор в г. Речица
  - Свято-Троицкий костёл
  - Бывшая почтово-телеграфная контора
  - Храм царственных мучеников и новомучеников российских в аг. Заходы
- Археологические
  - Городища милоградской и зарубинецкой культур (на юго-восточной окраине Глыбова), курганный могильник XII—XIII веков (4 насыпи, на территории современного кладбища), курганный могильник XII века (3 насыпи, в 0,2 км на север от городища) свидетельствуют о заселении этих мест с давних времён[52]
  - База отдыха «Милоград» (д. Милоград)
  - Усадьба Березина

В районе расположено множество памятников, посвящённых событиям Великой Отечественной войны.
- Мемориальный комплекс «Кобылево» в д. Первомайск Короватичского сельсовета.

## СМИ
В районе выпускается газета — «Дняпровец». В г. Речица расположена типография «Титул».
В сфере телевидения работает местная телерадиокомпания «Телевид», которая делает информационные выпуски, выходящие в сетке вещания телеканала «Мир».
Оператором стационарной связи является РУП «Белтелеком». Код Речицкого района +375 2340, телефонные номера — пятизначные.
Во многих населённых пунктах района имеются отделения РУП «Белпочта», почтовые индексы 247481—247564.

## Международное сотрудничество
В сентябре 2023 года в Гомеле заключён Договор об установлении побратимских отношений между Речицким районом Гомельской области и муниципальным образованием "Город Азов" Ростовской области.